# Ференцварош (спортивний клуб)
«Ференцварош» (угор. Ferencvárosi TC) — угорський спортивний клуб із Будапешта. Заснований у 1899 році Ференцом Шпрінгером і найбільш відомий своєю футбольною секцією.

## Секції
- Ференцварош (футбольний клуб)
  - Ференцварош (жіночий футбольний клуб)
- Ференцварош (гандбольний клуб)
- Ференцварош (хокейний клуб)
- Ференцварош (футзальний клуб)
- Ференцварош (ватерпольний клуб)
- Ференцварош (гандбольний клуб)
  - Ференцварош (жіночий гандбольний клуб)
- Ференцварош (жіночий баскетбольний клуб)

Також у клубі є секції з легкої атлетики (1903–1970, 1972–), боротьби (1913–), керлінга (2008–), байдарки-каное (1954–), велоспорту (1904–), боксу (1910–1982, 2014–), синхронного плавання (2015–), боулінгу (чоловіки: 1949–, жінки: 1965–), триатлону, плавання (1904–), фехтування (1904–1947, 2017–) та фігурного катання. Крім того раніше існували спортивні секції з настільного тенісу (1933–1980), автоспорту (1926–1953), веслування (1910–1988), чоловічого баскетболу (1924–1958), шахів (1950–1982), лижного спорту (1957–?), важкої атлетики (1934–?, 195?–?, 196?–1966), тенісу (1907–1967) та ін.

## Олімпійські чемпіони
| Анталь Кочиш     | Бокс       | 1928             |
| Іштван Молнар    | Водне поло | 1936             |
| Єне Дальнокі     | Футбол     | 1952             |
| Деже Фабіан      | Водне поло | 1952             |
| Дьйордь Карпаті  | Водне поло | 1952, 1956, 1964 |
| Ева Новак        | Плавання   | 1952             |
| Ілона Новак      | Плавання   | 1952             |
| Міклош Сільваші  | Боротьба   | 1952             |
| Карой Сіття      | Водне поло | 1952             |
| Каталін Секе     | Плавання   | 1952 — 2 ×       |
| Міклош Амбруш    | Водне поло | 1964             |
| Ласло Фелкаї     | Водне поло | 1964             |
| Деже Дьярматі    | Водне поло | 1964             |
| Деже Новак       | Футбол     | 1964, 1968       |
| Золтан Варга     | Футбол     | 1964             |
| Міхай Хес        | Веслування | 1968             |
| Іштван Юхас      | Футбол     | 1968             |
| Міклош Панчич    | Футбол     | 1968             |
| Лайош Сюч        | Футбол     | 1968             |
| Мадьяр Золтан    | Гімнастика | 1976, 1980       |
| Дьйордь Герендаш | Водне поло | 1976             |
| Андраш Шике      | Боротьба   | 1988             |
| Теслім Фатусі    | Футбол     | 1996             |
| Золтан Кос       | Водне поло | 2000             |
| Булчу Секелі     | Водне поло | 2000             |
| Данута Козак     | Веслування | 2020             |
| Лю Шаоан         | Шорт-трек  | 2022             |